# Golden Globe du meilleur acteur dans un second rôle dans une série, une mini-série ou un téléfilm
Le Golden Globe du meilleur acteur dans un second rôle dans une série, une mini-série ou un téléfilm (Golden Globe Award for Best Supporting Actor – Series, Miniseries or Television Film) est une récompense télévisuelle décernée entre 1971 et 2022 par la Hollywood Foreign Press Association.
À partir de 2023, cette récompense est remplacée par deux nouvelles catégories :
- Golden Globe du meilleur acteur dans un second rôle dans une série musicale, comique ou dramatique (Golden Globe Award for Best Supporting Actor in a Television Series/Musical-Comedy or Drama)
- Golden Globe du meilleur acteur dans un second rôle dans une mini-série, une anthologie ou un téléfilm (Golden Globe Award for Best Supporting Actor in a Limited Series/Anthology or Motion Picture Made for Television)

## Palmarès
Note : le symbole « ♕ » rappelle le gagnant de l'année précédente (si nomination).

### Années 1970
En 1971 la catégorie porte le nom "Meilleur acteur dans un second rôle - Séries de télévision". (La récompense avait déjà été décernée)
- 1971 : James Brolin pour le rôle du Dr Steven Kiley dans Docteur Marcus Welby (Marcus Welby M.D.)
  - Michael Constantine pour le rôle de Mr. Seymour Kaufman dans Room 222
  - Tige Andrews pour le rôle de Capitaine Adam Greer dans La Nouvelle Équipe (The Mod Squad)
  - Zalman King pour le rôle d'Aaron Silverman dans The Young Lawyers
  - Henry Gibson pour le rôle de "Acteur régulier" dans Rowan & Martin's Laugh-In

En 1972 la catégorie porte le nom "Meilleur acteur dans un second rôle - Série ou Film de télévision". (La récompense avait déjà été décernée)
- 1972 : Edward Asner pour le rôle de Lou Grant dans The Mary Tyler Moore Show
  - Harvey Korman pour le rôle de plusieurs personnages dans The Carol Burnett Show
  - James Brolin pour le rôle du Dr Steven Kiley dans Docteur Marcus Welby (Marcus Welby M.D.) ♕
  - Milburn Stone pour le rôle du Dr Galen « Doc » Adams dans Gunsmoke (Gunsmoke ou Marshal Dillon)
  - Rob Reiner pour le rôle de Michael Stivic dans All in the Family

À partir de 1973 la catégorie porte le nom « Meilleure performance pour un acteur dans un second rôle dans une série, une mini-série ou un téléfilm ».
- 1973 : James Brolin pour le rôle du Dr Steven Kiley dans Docteur Marcus Welby (Marcus Welby M.D.)
  - Edward Asner pour le rôle de Lou Grant dans The Mary Tyler Moore Show ♕
  - Ted Knight pour le rôle de Ted Baxter dans The Mary Tyler Moore Show
  - Harvey Korman pour le rôle de plusieurs personnages dans The Carol Burnett Show
  - Rob Reiner pour le rôle de Michael Stivic dans All in the Family
- 1974 : McLean Stevenson pour le rôle de Henry Braymore Blake dans M*A*S*H
  - Rob Reiner pour le rôle de Michael Stivic dans All in the Family
  - Harvey Korman pour le rôle de plusieurs personnages dans The Carol Burnett Show
  - Edward Asner pour le rôle de Lou Grant dans The Mary Tyler Moore Show
  - Strother Martin pour le rôle de R.J. Hawkins dans Hawkins
  - Will Geer pour le rôle de Zebulon Walton dans La Famille des collines (The Waltons)
- 1975 : Harvey Korman pour plusieurs personnages dans The Carol Burnett Show
  - Jimmie Walker pour le rôle de James 'J.J.' Evans, Jr dans Good Times
  - Gavin MacLeod pour le rôle de Murray Slaughter dans The Mary Tyler Moore Show
  - Will Geer pour le rôle de Zebulon Walton dans La Famille des collines (The Waltons)
  - Whitman Mayo pour le rôle de Grady Wilson dans Sanford and Son
- 1976 : (ex æquo) Tim Conway pour plusieurs personnages dans The Carol Burnett Show et Edward Asner pour le rôle de Lou Grant dans The Mary Tyler Moore Show
  - Jimmie Walker pour le rôle de James 'J.J.' Evans, Jr dans Good Times
  - Rob Reiner pour le rôle de Michael Stivic dans All in the Family
  - Ted Knight pour le rôle de Ted Baxter dans The Mary Tyler Moore Show
- 1977 : Edward Asner pour le rôle d'Axel Jordache dans Le Riche et le Pauvre (Rich Man, Poor Man) ♕
  - Gavin MacLeod pour le rôle de Murray Slaughter dans The Mary Tyler Moore Show
  - Rob Reiner pour le rôle de Michael Stivic dans All in the Family
  - Tim Conway pour le rôle de plusieurs personnages dans The Carol Burnett Show ♕
  - Charles Durning pour le rôle d'Ed Healey dans Captains and the Kings
- 1978 : Non attribué
- 1979 : Norman Fell pour le rôle de Stanley Roper dans Three's Company
  - Jeff Conaway pour le rôle de Bobby Wheeler dans Taxi
  - Pat Harrington Jr. pour le rôle de Dwayne Schneider dans Au fil des jours (One Day at a Time)
  - Andy Kaufman pour le rôle de Latka Gravas dans Taxi
  - Danny DeVito pour le rôle de Louie De Palma dans Taxi

### Années 1980
- 1980 : (ex æquo) Danny DeVito pour le rôle de Louie De Palma dans Taxi et Vic Tayback pour le rôle de Mel Sharples dans Alice
  - Tony Danza pour le rôle de Tony Banta dans Taxi
  - Jeff Conaway pour le rôle de Bobby Wheeler dans Taxi
  - David Doyle pour le rôle de John Bosley dans Drôles de dames (Charlie's Angels)
- 1981 : (ex æquo) Pat Harrington Jr. pour le rôle de Dwayne Schneider dans Au fil des jours (One Day at a Time) et Vic Tayback pour le rôle de Mel Sharples dans Alice ♕
  - Andy Kaufman pour le rôle de Latka Gravas dans Taxi
  - Danny DeVito pour le rôle de Louie De Palma dans Taxi ♕
  - Geoffrey Lewis pour le rôle d'Earl Tucker dans Flo
- 1982 : John Hillerman pour le rôle de Jonathan Higgins dans Magnum (Magnum, P.I.)
  - Danny DeVito pour le rôle de Louie De Palma dans Taxi
  - Hervé Villechaize pour le rôle de Tattoo dans L'Île fantastique (Fantasy Island)
  - Vic Tayback pour le rôle de Mel Sharples dans Alice ♕
  - Pat Harrington Jr. pour le rôle de Dwayne Schneider dans Au fil des jours (One Day at a Time) ♕
- 1983 : Lionel Stander pour le rôle de Max dans Pour l'amour du risque (Hart To Hart)
  - Lorenzo Lamas pour le rôle de Lance Cumson dans Falcon Crest
  - Pat Harrington Jr. pour le rôle de Dwayne Schneider dans Au fil des jours (One Day at a Time)
  - John Hillerman pour le rôle de Jonathan Higgins dans Magnum (Magnum, P.I.) ♕
  - Anson Williams pour le rôle de Warren « Potsie » Weber dans Happy Days
- 1984 : Richard Kiley pour le rôle de Paddy Cleary dans Les oiseaux se cachent pour mourir (The Thorn Birds)
  - Perry King pour le rôle de Yank dans The Hasty Heart
  - John Houseman pour le rôle d'Aaron Jastrow dans Le Souffle de la guerre (The Winds of War)
  - Jan-Michael Vincent pour le rôle de Byron Henry dans Le Souffle de la guerre (The Winds of War)
  - Bryan Brown pour le rôle de Luke O'Neill dans Les oiseaux se cachent pour mourir (The Thorn Birds)
  - Rob Lowe pour le rôle de Sam Alden dans Hallmark Hall of Fame dans l'épisode "Thursday's Child" (#32.2)
- 1985 : Paul Le Mat pour le rôle de James Berlin "Mickey" Hughes dans Autopsie d'un crime (The Burning Bed)
  - John Hillerman pour le rôle de Jonathan Higgins dans Magnum (Magnum, P.I.)
  - Bruce Weitz pour le rôle du Sergent Mick Belker dans Capitaine Furillo (Hill Street Blues)
  - Pierce Brosnan pour le rôle de Robert 'Bob' Gould Shaw dans Nancy Astor
  - Ben Vereen pour le rôle de Roscoe Haines dans Ellis Island, les portes de l'espoir (Ellis Island)
- 1986 : Edward James Olmos pour le rôle de Martin Castillo dans Deux flics à Miami (Miami Vice)
  - Ed Begley Jr. pour le rôle du Dr Victor Ehrlich dans Hôpital St Elsewhere (St. Elsewhere)
  - John James pour le rôle de  dans Dynastie (Dynasty)
  - John Malkovich pour le rôle de Biff Loman dans Mort d'un commis voyageur (Death of a Salesman)
  - Bruce Weitz pour le rôle du Sergent Mick Belker dans Capitaine Furillo (Hill Street Blues)
  - Richard Farnsworth pour le rôle du Judge Grand Pettitt dans Chase
  - Pat Morita pour le rôle de Tommy Tanaka dans Amos
  - David Carradine pour le rôle de Justin LaMotte dans Nord et Sud (North and South)
- 1987 : Jan Niklas pour le rôle du prince Erich dans Anastasia (Anastasia: The Mystery Of Anna)
  - Trevor Howard pour le rôle de Maitland dans Christmas Dove
  - Ron Leibman pour le rôle de Morris Huffner dans Christmas Dove
  - John Hillerman pour le rôle de Jonathan Higgins dans Magnum (Magnum, P.I.)
  - Tom Conti pour le rôle de Serge Klarsfeld dans Beate Klarsfeld (Nazi Hunter: The Beate Klarsfeld Story)
- 1988 : Rutger Hauer pour le rôle d'Alexander Petcherski dans Les Rescapés de Sobibor (Escape from Sobibor)
  - John Hillerman pour le rôle de Jonathan Higgins dans Magnum (Magnum, P.I.)
  - Alan Rachins pour le rôle de Douglas Brackman, Jr. dans La Loi de Los Angeles (L.A. Law)
  - John Larroquette pour le rôle de Dan Fielding dans Tribunal de nuit (Night Court)
  - Dabney Coleman pour le rôle de Martin Costigan dans Sworn to Silence
  - Kirk Cameron pour le rôle de Mike Seaver dans Quoi de neuf, docteur? (Growing Pains)
  - Brian McNamara pour le rôle de Dean Karny dans Billionaire Boys Club
  - Gordon Thomson pour le rôle d'Adam Carrington dans Dynastie (Dynasty)
- 1989 : (ex æquo) John Gielgud pour le rôle d'Aaron Jastrow et Barry Bostwick pour le rôle de 'Lady' Aster dans Les Orages de la guerre (War and Remembrance)
  - Derek Jacobi pour le rôle de  dans Hallmark Hall of Fame, pour l'épisode "The Tenth Man (#38.1)"
  - Edward James Olmos pour le rôle du Lt. Martin « Marty » Castillo dans Deux flics à Miami (Miami Vice)
  - Kirk Cameron pour le rôle de Mike Seaver dans Quoi de neuf, docteur? (Growing Pains)
  - Armand Assante pour le rôle de Richard Mansfield dans Jack l'Éventreur (Jack The Ripper)
  - Larry Drake pour le rôle de Benny Stulwicz dans La Loi de Los Angeles (L.A. Law)

### Années 1990
- 1990 : Dean Stockwell pour le rôle d'Al Calavicci dans Code Quantum (Quantum Leap)
  - Michael Tucker pour le rôle de Stuart Markowitz dans La Loi de Los Angeles (L.A. Law)
  - Larry Drake pour le rôle de Benny Stulwicz dans La Loi de Los Angeles (L.A. Law)
  - Chris Burke pour le rôle de Charles 'Corky' Thacher dans Corky, un adolescent pas comme les autres (Life Goes On)
  - Tommy Lee Jones pour le rôle de Woodrow F. Call dans Lonesome Dove
- 1991 : Charles Durning pour le rôle de John 'Honey Fitz' Fitzgerald dans The Kennedys of Massachusetts
  - Barry Miller pour le rôle de Pete Brigman dans Equal Justice
  - Jimmy Smits pour le rôle de Victor Sifuentes dans La Loi de Los Angeles (L.A. Law)
  - Dean Stockwell pour le rôle d'Al Calavicci dans Code Quantum (Quantum Leap) ♕
  - Blair Underwood pour le rôle de Jonathan Rollins dans La Loi de Los Angeles (L.A. Law)
- 1992 : Louis Gossett Jr. pour le rôle de Sidney Williams dans The Josephine Baker Story
  - Larry Drake pour le rôle de Benny Stulwicz dans La Loi de Los Angeles (L.A. Law)
  - Michael Jeter pour le rôle de Herman Stiles dans Evening Shade
  - Richard Kiley pour le rôle de Earl Warren dans Separate But Equal
  - Dean Stockwell pour le rôle de l'Amiral Albert « Al » Calavicci dans Code Quantum (Quantum Leap)
- 1993 : Maximilian Schell pour le rôle de Lénine dans Staline
  - Jason Alexander pour le rôle de George Costanza dans Seinfeld
  - John Corbett pour le rôle de Chris Stevens dans Bienvenue en Alaska (Northern Exposure)
  - Hume Cronyn pour le rôle de Ben dans Broadway Bound
  - Earl Holliman pour le rôle de Darden Towe dans Delta
  - Dean Stockwell pour le rôle d'Albert « Al » Calavicci dans Code Quantum (Quantum Leap)
- 1994 : Beau Bridges pour le rôle de Terry Harper dans Complot meurtrier contre une pom-pom girl (The Positively True Adventures Of the Alleged Texas Cheerleader-Murdering Mom)
  - Jason Alexander pour le rôle de George Costanza dans Seinfeld
  - Dennis Franz pour le rôle de Andy Sipowicz dans New York Police Blues (NYPD Blue)
  - John Mahoney pour le rôle de Martin Crane dans Frasier
  - Jonathan Pryce pour le rôle de Henry Kravis dans Les Requins de la finance (Barbarians at the Gate)
- 1995 : Edward James Olmos pour le rôle de Wilson Pinheiro dans The Burning Season
  - Jason Alexander pour le rôle de George Costanza dans Seinfeld
  - Fyvush Finkel pour le rôle de Douglas Wambaugh dans Un drôle de shérif (Picket Fences)
  - David Hyde Pierce pour le rôle du Dr Niles Crane dans Frasier
  - John Malkovich pour le rôle de Kurtz dans Au cœur des ténèbres (Heart of Darkness)
- 1996 : Donald Sutherland pour le rôle du colonel Mikhail Fetisov dans Citizen X
  - Sam Elliott pour le rôle de Wild Bill Hickok dans Buffalo Girls
  - Tom Hulce pour le rôle de Peter Patrone dans Les Chroniques de Heidi (The Heidi Chronicles)
  - David Hyde Pierce pour le rôle du Dr Niles Crane dans Frasier
  - Henry Thomas pour le rôle de Ray Buckey dans Le Silence des innocents (Indictment: The McMartin Trial)
- 1997 : Ian McKellen pour le rôle du tsar Nicolas II dans Raspoutine (Rasputin: Dark Servant of Destiny)
  - David Paymer pour le rôle de David Wilentz dans Le Crime du siècle (Crime of the Century)
  - David Hyde Pierce pour le rôle du Dr Niles Crane dans Frasier
  - Anthony Quinn pour le rôle de Neil Dellacroce dans Gotti
  - Noah Wyle pour le rôle du Dr John Carter dans Urgences (ER)
- 1998 : George C. Scott pour le rôle du Juré no 3 dans Douze hommes en colère (12 Angry Men)
  - Jason Alexander pour le rôle de George Costanza dans Seinfeld
  - Michael Caine pour le rôle de Frederik de Klerk dans Mandela and de Klerk
  - David Hyde Pierce pour le rôle du Dr Niles Crane dans Frasier
  - Eriq La Salle pour le rôle du Dr Peter Benton dans Urgences
  - Noah Wyle pour le rôle du Dr John Carter dans Urgences (ER)
- 1999 : (ex æquo) Don Cheadle pour le rôle de Sammy Davis Jr. dans Les Rois de Las Vegas (The Rat Pack) et Gregory Peck pour le rôle du Père Mapple dans Moby Dick
  - Joe Mantegna pour le rôle de Dean Martin dans Les Rois de Las Vegas (The Rat Pack)
  - David Spade pour le rôle de Dennis Finch dans Voilà ! (Just Shoot Me!)
  - Noah Wyle pour le rôle du Dr John Carter dans Urgences (ER)

### Années 2000
- 2000 : Peter Fonda pour le rôle de Frank O'Connor dans The Passion of Ayn Rand
  - Klaus Maria Brandauer pour le rôle d'Otto Preminger dans Dorothy Dandridge, le Destin d'une Diva (Introducing Dorothy Dandridge)
  - Sean Hayes pour le rôle de Jack McFarland dans Will et Grace (Will & Grace)
  - Chris Noth pour le rôle de Mr Big dans Sex and the City
  - Peter O'Toole pour le rôle de Pierre Cauchon dans Jeanne d'Arc (Joan of Arc)
  - David Spade pour le rôle de Dennis Quimby Finch dans Voilà ! (Just Shoot Me!)
- 2001 : Robert Downey Jr. pour le rôle de Larry Paul dans Ally McBeal
  - John Mahoney pour le rôle de Martin Crane dans Frasier
  - David Hyde Pierce pour le rôle de Niles Crane dans Frasier
  - Sean Hayes pour le rôle de Jack McFarland dans Will et Grace (Will & Grace)
  - Christopher Plummer pour le rôle de F. Lee Bailey dans American Tragedy
  - Bradley Whitford  pour le rôle de Josh Lyman dans À la Maison-Blanche (The West Wing)
- 2002 : Stanley Tucci pour le rôle d'Adolf Eichmann dans Conspiration (Conspiracy)
  - John Corbett pour le rôle d'Aidan Shaw dans Sex and the City
  - Sean Hayes pour le rôle de Jack McFarland dans Will et Grace (Will & Grace)
  - Ron Livingston pour le rôle du Capitaine Lewis Nixon dans Frères d'armes (Band of Brothers)
  - Bradley Whitford  pour le rôle de Josh Lyman dans À la Maison-Blanche (The West Wing)
- 2003 : Donald Sutherland pour le rôle de Clark M. Clifford dans Path to War
  - Alec Baldwin pour le rôle de Robert McNamara dans Path to War
  - Jim Broadbent pour le rôle de Desmond Morton dans Pour l'amour d'un empire (The Gathering Storm)
  - Bryan Cranston pour le rôle de Hal dans Malcolm (Malcolm in the Middle)
  - Sean Hayes pour le rôle de Jack McFarland dans Will et Grace (Will & Grace)
  - Dennis Haysbert pour le rôle de David Palmer dans 24 heures chrono (24)
  - Michael Imperioli pour le rôle de Christopher Moltisanti dans Les Soprano (The Sopranos)
  - John Spencer pour le rôle de Leo McGarry dans À la Maison-Blanche (The West Wing)
  - Bradley Whitford  pour le rôle de Josh Lyman dans À la Maison-Blanche (The West Wing)
- 2004 : Jeffrey Wright pour le rôle de Belize dans Angels in America
  - Sean Hayes pour le rôle de Jack McFarland dans Will et Grace (Will and Grace)
  - Lee Pace pour le rôle de Calpernia Addams dans Soldier's Girl
  - Ben Shenkman pour le rôle de Louis Ironson dans Angels in America
  - Patrick Wilson pour le rôle de Joe Pitt dans Angels in America
- 2005 : William Shatner pour le rôle de Denny Crane dans Boston Justice (Boston Legal)
  - Sean Hayes pour le rôle de Jack McFarland dans Will et Grace (Will and Grace)
  - Michael Imperioli pour le rôle de Christopher Moltisanti dans Les Soprano (The Sopranos)
  - Jeremy Piven pour le rôle d'Ari Gold dans Entourage
  - Oliver Platt pour le rôle de Russell Tupper dans Huff
- 2006 : Paul Newman pour le rôle de Max Roby dans Empire Falls
  - Naveen Andrews pour le rôle de Sayid Jarrah dans Lost : Les Disparus (Lost)
  - Randy Quaid pour le rôle du Colonel Parker dans Elvis : Une étoile est née (Elvis)
  - Donald Sutherland pour le rôle de Nathan Templeton dans Commander in Chief
  - Jeremy Piven pour le rôle de Ari Gold dans Entourage
- 2007 : Jeremy Irons pour le rôle de Robert Dudley dans Elizabeth I
  - Thomas Haden Church pour le rôle de Tom Harte dans Broken Trail
  - Justin Kirk pour le rôle de Andy Botwin dans Weeds
  - Masi Oka pour le rôle de Hiro Nakamura dans Heroes
  - Jeremy Piven pour le rôle de Ari Gold dans Entourage
- 2008 : Jeremy Piven pour le rôle de Ari Gold dans Entourage
  - Ted Danson pour le rôle d'Arthur Frobisher dans Damages
  - Kevin Dillon pour le rôle de Johnny Chase dans Entourage
  - Andy Serkis pour le rôle de Ian Brady dans Longford
  - William Shatner pour le rôle de Denny Crane dans Boston Justice (Boston Legal)
  - Donald Sutherland pour le rôle de Patrick « Tripp » Darling III dans Dirty Sexy Money
- 2009 : Tom Wilkinson pour le rôle de Benjamin Franklin dans John Adams
  - Neil Patrick Harris pour le rôle de Barney Stinson dans How I Met Your Mother
  - Denis Leary pour le rôle de Michael Whouley dans Recount
  - Blair Underwood pour le rôle d'Alex dans En analyse (In Treatment)
  - Jeremy Piven pour le rôle de Ari Gold dans Entourage ♕

### Années 2010
- 2010 : John Lithgow pour le rôle de Trinity Killer dans Dexter
  - Michael Emerson pour le rôle de Benjamin Linus dans Lost : Les Disparus (Lost)
  - Neil Patrick Harris pour le rôle de Barney Stinson dans How I Met Your Mother
  - William Hurt pour le rôle de Daniel Purcell dans Damages
  - Jeremy Piven pour le rôle de Ari Gold dans Entourage
- 2011 : Chris Colfer pour le rôle de Kurt Hummel dans Glee
  - Scott Caan pour le rôle de Danny "Danno" Williams dans Hawaii 5-0
  - Chris Noth pour le rôle de Peter Florrick dans The Good Wife
  - Eric Stonestreet pour le rôle de Cameron Tucker dans Modern Family
  - David Strathairn pour le rôle du Pr Carlock dans Temple Grandin
- 2012 : Peter Dinklage pour le rôle de Tyrion Lannister dans Le Trône de fer (Game of Thrones)
  - Paul Giamatti pour le rôle de Ben Bernanke dans Too Big to Fail : Débâcle à Wall Street (Too Big to Fail)
  - Guy Pearce pour le rôle de Monty Beragon dans Mildred Pierce
  - Tim Robbins pour le rôle de Bill Loud dans Cinema Verite
  - Eric Stonestreet pour le rôle de Cameron Tucker dans Modern Family ♙
- 2013 : Ed Harris pour le rôle de John McCain dans Game Change
  - Max Greenfield pour le rôle de Schmidt dans New Girl
  - Danny Huston pour le rôle de Ben "The Butcher" Diamond dans Magic City
  - Mandy Patinkin pour le rôle de Saul Berenson dans Homeland
  - Eric Stonestreet pour le rôle de Cameron Tucker dans Modern Family ♙
- 2014 : Jon Voight pour le rôle de Mickey Donovan dans Ray Donovan
  - Josh Charles pour le rôle de Will Gardner dans The Good Wife
  - Rob Lowe pour le rôle de Jack Startz dans Ma vie avec Liberace (Behind the Candelabra)
  - Aaron Paul pour le rôle de Jesse Pinkman dans Breaking Bad
  - Corey Stoll pour le rôle de Peter Russo dans House of Cards
- 2015 : Matt Bomer pour le rôle de Felix Turner dans The Normal Heart
  - Alan Cumming pour le rôle d'Eli Gold dans The Good Wife
  - Colin Hanks pour le rôle de Gus Grimly dans Fargo
  - Bill Murray pour le rôle de Jack Kennison dans Olive Kitteridge
  - Jon Voight pour le rôle de Mickey Donovan dans Ray Donovan
- 2016 : Christian Slater pour le rôle de Mr. Robot / Edward Alderson dans Mr. Robot
  - Alan Cumming pour le rôle d'Eli Gold dans The Good Wife
  - Damian Lewis pour le rôle d'Henri VIII dans Wolf Hall
  - Ben Mendelsohn pour le rôle de Danny Rayburn dans Bloodline
  - Tobias Menzies pour le rôle de Frank Randall / Jonathan "Black Jack" Randall dans Outlander
- 2017 : Hugh Laurie pour le rôle de Richard Onslow Roper dans The Night Manager
  - Sterling K. Brown pour le rôle de Christopher Darden dans The People v. O. J. Simpson: American Crime Story
  - John Lithgow pour le rôle de Winston Churchill dans The Crown
  - Christian Slater pour le rôle de Mr. Robot / Edward Alderson dans Mr. Robot
  - John Travolta pour le rôle de Robert Shapiro dans The People v. O. J. Simpson: American Crime Story
- 2018 : Alexander Skarsgård pour le rôle de Perry Wright dans Big Little Lies
  - David Harbour pour le rôle de Jim Hopper dans Stranger Things
  - Alfred Molina pour le rôle de Robert Aldrich dans Feud (Feud: Bette and Joan)
  - Christian Slater pour le rôle de Mr. Robot / Edward Alderson dans Mr. Robot
  - David Thewlis pour le rôle de V. M. Varga dans Fargo
- 2019 : Ben Whishaw pour le rôle de Norman Scott dans A Very English Scandal
  - Alan Arkin pour le rôle de Norman Newlander dans La Méthode Kominsky (The Kominsky Method)
  - Kieran Culkin pour le rôle de Roman Roy dans Succession
  - Édgar Ramírez pour le rôle de Gianni Versace dans The Assassination of Gianni Versace: American Crime Story
  - Henry Winkler pour le rôle de Gene Cousineau dans Barry

### Années 2020
- 2020 : Stellan Skarsgård pour le rôle de Boris Chtcherbina dans Chernobyl
  - Alan Arkin pour le rôle de Norman Newlander dans La Méthode Kominsky (The Kominsky Method)
  - Kieran Culkin pour le rôle de Roman Roy dans Succession
  - Andrew Scott pour le rôle du Prêtre dans Fleabag
  - Henry Winkler pour le rôle de Gene Cousineau dans Barry
- 2021 : John Boyega pour le rôle de Leroy Logan dans Small Axe
  - Brendan Gleeson pour le rôle de Donald Trump dans The Comey Rule
  - Dan Levy pour le rôle de David Rose dans Bienvenue à Schitt's Creek (Schitt's Creek)
  - Jim Parsons pour le rôle de Henry Wilson dans Hollywood
  - Donald Sutherland pour le rôle de Franklin Reinhardt pour The Undoing
- 2022 : O Yeong-su pour le rôle de Oh Il-nam dans Squid Game 
  - Billy Crudup pour le rôle de Cory Ellison dans The Morning Show
  - Kieran Culkin pour le rôle de Roman Roy dans Succession
  - Mark Duplass pour le rôle de Charlie "Chip" Black dans The Morning Show
  - Brett Goldstein pour le rôle de Roy Kent dans Ted Lasso

- 2023 : Paul Walter Hauser pour le rôle de Larry Hall dans Black Bird
  - F. Murray Abraham pour le rôle de Bert Di Grasso dans The White Lotus
  - Domhnall Gleeson pour le rôle de Sam Fortner dans The Patient
  - Richard Jenkins pour le rôle de Lionel Dahmer dans Monstre (Monster)
  - Seth Rogen pour le rôle de Rand Gauthier dans Pam and Tommy

- 2024 : Matthew Macfadyen pour le rôle de Tom Wamsgans dans Succession
  - Billy Crudup pour le rôle de Cory Ellison dans The Morning Show
  - James Marsden pour son propre rôle de dans Jury Duty
  - Ebon Moss-Bachrach pour le rôle de Richard Jerimovichdans The Bear
  - Alan Ruck pour le rôle de Connor Roy dans Succession
  - Alexander Skarsgård pour le rôle de Lukas Matsson dans Succession

- 2025 : Tadanobu Asano pour le rôle de Kashigi Yabushige dans Shōgun
  - Javier Bardem pour le rôle de José Menéndez dans Monstres : L'Histoire de Lyle et Erik Menéndez (Monsters: The Lyle and Erik Menendez Story)
  - Harrison Ford pour le rôle du Dr Paul Rhodes dans Shrinking
  - Jack Lowden pour le rôle de River Cartwright dans Slow Horses
  - Diego Luna pour le rôle d'Andy Pérez dans La Máquina
  - Ebon Moss-Bachrach pour le rôle de Richard « Richie » Jerimovich dans The Bear

## Récompenses et nominations multiples

### Nominations multiples
6 : Sean Hayes, Jeremy Piven
5 : Edward Asner, John Hillerman, David Hyde Pierce, Rob Reiner, Donald Sutherland
4 : Jason Alexander, Danny DeVito, Pat Harrington Jr., Harvey Korman, Dean Stockwell
3 : James Brolin, Kieran Culkin,  Larry Drake, Edward James Olmos, Christian Slater, Eric Stonestreet, Bradley Whitford, Noah Wyle
2 : Alan Arkin, Tim Conway, Kirk Cameron, Jeff Conaway, John Corbett, Alan Cumming, Charles Durning, Neil Patrick Harris, Will Geer, Michael Imperioli, Andy Kaufman, Richard Kiley, Ted Knight, John Lithgow, Rob Lowe, Gavin MacLeod, John Mahoney, John Malkovich, Chris Noth, William Shatner, David Spade, Vic Tayback, Blair Underwood, Jon Voight, Jimmie Walker, Bruce Weitz, Henry Winkler

### Récompenses multiples
3 : Ed Asner
2 : James Brolin, Edward James Olmos, Donald Sutherland, Vic Tayback